# Giorgio Boscagin
Giorgio Boscagin (Tregnago, 18 aprile 1983) è un ex cestista italiano.
Sul parquet ricopriva il ruolo di ala piccola. Grazie alla sua fisicità spesso era utilizzato anche nel ruolo di ala grande.

## Carriera
Cresciuto cestisticamente alla Scaligera Verona e poi successivamente a San Bonifacio (Serie C2) sotto la guida di coach Zilio, nel 2002 viene rilevato dalla pallacanestro Reggiana, che per un biennio lo gira in prestito ad una squadra di serie B2, la Coopsette di Castelnovo Sotto. Nel 2004 entra a far parte a pieno titolo del roster della Reggiana targata Bipop, con la quale disputa due ottimi campionati, raggiungendo anche una finale di Coppa Italia. Nell'ottobre del 2006 subisce un grave infortunio al ginocchio sinistro che lo costringe a uno stop di 5 mesi. Rescisso il contratto che lo legava a Reggio Emilia nel giugno 2007, si è accordato con Pallacanestro Varese, con la quale ha disputato anche un campionato conclusosi con la retrocessione in LegaDue.
Giocatore versatile che ricopriva quasi tutti i ruoli, era apprezzato anche per il grande agonismo.
Dal 2005 fa parte della rosa della Nazionale, con la quale, complici i vari infortuni, non ha mai potuto disputare una competizione di alto livello.
Nel luglio del 2010 firma per il Teramo Basket, nel 2011 ritorna alla Scaligera Basket Verona, squadra in cui è cresciuto e ne diventa il capitano in Legadue, poi A2.

## Palmarès
- Oro ai Giochi del mediterraneo del 2005
- Coppa Italia Serie A2: 1

Scaligera Verona: 2015